# Фондовая биржа Хошимина
Фондовая биржа Хошимина (Hochiminh Stock Exchange, HOSE) — крупнейшая из двух вьетнамских фондовых бирж, была официально открыта 20 июля 2000 года, а сами торги на бирже начались 28 июля 2000 года. Расположена в городе Хошимине. По итогам сделок на бирже рассчитывается фондовый индекс VN-Index, отражающий курс акций всех компаний, имеющих листинг.

## Деятельность биржи
В июле 2004 года в соответствии с постановлением правительства был создан Центр торговли ценными бумагами г. Хошимина (Ho Chi Minh City Securities Trading Center, HoSTC). Первоначально на нём торговались акции только двух компаний — Refrigeration Electrical Engineering Corporation и Saigon Cable and Telecommunication Material. Позже к листингу были допущены еще 20 эмитентов с текущей рыночной капитализацией 239 млн долларов США.
8 августа 2007 года Центр торговли ценными бумагами был трансформирован в Фондовую биржу Хошимина. Торги проводятся в электронной форме.
К листингу на бирже допускаются компании, прибыльные как минимум два года, имеющие капитализацию не ниже 5 млрд вьетнамских донгов (примерно 318 тыс. долларов США) и имеющие в составе акционеров как минимум 50 дольщиков, не являющихся сотрудниками компании, которые совокупно владеют не менее чем 20 % долей акционерного капитала. Также существует возможность обращения акций компаний, которые существуют в качестве совместных предприятий с иностранным акционерным капиталом. Ограничение для таких компаний лишь одно — они должны иметь статус открытого акционерного общества. Все компании также должны иметь заверенную независимым независимым аудитором отчётность.